# Гильен, Авраам
Авраам Гильен (исп. Abraham Guillén, 13 марта 1913 — 1 августа 1993) — испанский анархо-коммунист, революционер-интернационалист, в 1955‒1975 годах выступавший советником таких движений, как Тупамарос, Утурункос и Монтонерос. Совмещая анархистские и марксистские подходы, был теоретиком либертарной экономики и городской герильи. Подпольный псевдоним — «Maestro».

## Биография
Сотрудничая с Национальной конфедерацией труда (НКТ), Федерацией анархистов Иберии (ФАИ) и Всеобщим союзом трудящихся, сражался на стороне республиканцев в Гражданской войне в Испании. В начале войны был редактором молодёжного органа анархо-синдикалистов из ФАИ «Juventud Libre», затем редактировал в Валенсии «Nosotros». В 1938 году стал политическим комиссаром в 14-й республиканской дивизии и IV армейского корпусе под командованием Сиприано Меры.
В конце войны, 4 апреля 1939 года, попал в плен к франкистам, заключившим его вместе с 4 тысячами других республиканцев в порту Аликанте и приговорившим его к смертной казни, заменённой затем на 20 лет тюрьмы в Аньовер-де-Тахо, откуда ему в 1942 году удалось совершить побег. Участвовавший в создании Национального комитета ФАИ в подполье Гильен в 1943 году был вновь схвачен франкистскими властями, но опять сбежал — на этот раз из тюрьмы Карабанчель в новогоднюю ночь 1944 года и пробрался во Францию, где провёл 3 следующие года, наладив тесные отношения с коммунистами.
В 1948 году эмигрировал в Аргентину, где был обозревателем ежедневных перонистских газет «El Laborista» и «Democracia», а затем под псевдонимом работал редактором издания «Экономика и финансы» (Economía y finanzas), однако был уволен после своей публикации «Агония империализма» в 1957 году. В 1952 году Гильен опубликовал первую из полусотни своих книг — «Судьба Латинской Америки». Сблизился с левым перонистом Джоном Уильямом Куком, вместе с которым, обнаружив факты коррупции среди бюрократических структур Хустисиалистской партии, призвал низовой актив партии и профсоюзов к сопротивлению. После переворота 1955 года Кук занялся организацией движения городских партизан Утурункос с целью возвращения Перона к власти; Гильен, имеющий за плечами опыт подполья в Испании, стал начальником штаба движения.
В 1960 году Гильен некоторое время работал советником аргентинского правительства, но уже вскоре был арестован по обвинению в связях с движением Утурункос и три месяца провёл в заключении. В апреле 1961 года отправился на Кубу, где занимался подготовкой партизанских кадров. В 1962 году получил политическое убежище в Уругвае, где продолжал под псевдонимом заниматься журналистикой и стал интеллектуальным наставником леворадикального движения Тупамарос, с чьим лидером Раулем Сендиком познакомился на Кубе. Независимо от Жуана Маригеллы Гильен разработал собственную концепцию городской герильи и в книге 1969 года «Вызов Пентагону», критиковал тактику фокизма и идей книги Режи Дебре «Революция в революции», утверждая, что «наиболее подходящим для партизан во времена капитализма является густонаселенный город», а не сельская местность, леса или горы.
Когда Перон был вновь избран президентом в 1973 году, Гильен вернулся в Аргентину, где преподавал политическую экономию на факультете искусств и возглавлял отдел экономических исследований на факультете юридических и социальных наук Университета Буэнос-Айреса, а также разрабатывал стратегию и тактику левоперонистского движения Монтонерос. Он оставался мишенью ультраправого крыла перонистов и «Аргентинского антикоммунистического альянса», и в 1974 году был выслан в Лиму (Перу), где сотрудничал в газете «La Prensa» и был экспертом МОТ в вопросах кооперации и самоуправляемой экономики. После смерти Франсиско Франко в 1975 году Гильен смог вернуться на родину; в Испании он не прекращал писать статьи для прессы (в том числе и независимых анархистских изданий), составлять книги и читать лекции в Автономном университете Мадрида.